# Nemesia caementaria
Nemesia caementaria är en spindelart som först beskrevs av Pierre André Latreille 1799.  Nemesia caementaria ingår i släktet Nemesia och familjen Nemesiidae. Inga underarter finns listade i Catalogue of Life.